# Lexxe
Lexxe è un motore di ricerca che usa una elaborazione del linguaggio naturale per le ricerche. Le ricerche possono essere fatte con domande, come "Quanti anni ha Wikipedia?", così come parole chiave e frasi.
Come avviene di fatto, Lexxe è piuttosto efficace, ma quando si chiedono domande insolite dà risposte sorprendenti; come per esempio "Quanto è lungo un pezzo di corda?", una famosa domanda ambigua, che attualmente dà come risposta "8 pollici".
È stato creato nel 2005 dal dottor Hong Liang Qiao, un esperto australiano di tecnologia.
Lexxe ha cessato il servizio della sua versione beta il 17 giugno 2015. Si prevede il lancio di un nuovo motore di ricerca nella prima metà del 2016. Maggiori dettagli verranno forniti via via che si avvicina la data del lancio ufficiale. L'utenza è invitata a controllarne la disponibilità e gli eventuali avvisi.